# Trudovaya Armeniya
Trudovaya Armeniya (del ruso: Трудовая Армения) es un jútor del raión de Kanevskaya del krai de Krasnodar del sur de Rusia. Está situado en la orilla derecha del río Chelbas, justo antes de llegar al limán Sladki 14 km al noroeste de Kanevskaya y 126 km al norte de Krasnodar, la capital del krai. Tenía 124 habitantes en 2010.
Pertenece al municipio Starodereviankovskoye.